# Esther Peñas Domingo
Esther Peñas Domingo (Madrid, 1975) es una periodista, poeta y escritora española. 
Licenciada en Periodismo por la Facultad de Ciencias de la Información de la Universidad Complutense. Actualmente trabaja para Fundación ONCE, dirigiendo el departamento digital de Inserta Empleo. Colabora con la revista 'Ethic', 'CTXT', 'cermi.es','La Galla Ciencia Archivado el 5 de diciembre de 2017 en Wayback Machine.' y  'Revista Turia'.
Ha publicado varios poemarios, novelas, ensayos y libros de entrevistas.
Es hermana de José Luis Peñas Domingo, el exconcejal de Majadahonda que destapó y denunció el caso Gürtel.

## Trayectoria
Ha trabajado en distintos medios de comunicación, tanto en gabinetes de prensa como en revistas y emisoras de radio (Grupo Hachette Filipacci,  en la revista ‘Teleindiscreta, Grupo Z revista ‘Interviú’, y Onda Cero), así como en la agencia de noticias Servimedia .
Durante siete meses, el tiempo que el programa estuvo en antena, se hizo cargo de las secciones de ‘Copla’, ‘Cine’ y ‘Literatura’ de ‘Entiende la noche’ (Cibeles FM), programa producido por el periodista Carlos Alsina.
Colabora en la revista CTXT , Ethic  , Graphiclassic, Cermi.es, Revista replicante , Código cine '' o La Galla Ciencia. 
En la actualidad, imparte talleres de escritura creativa (en el Centro Cultural Paco Rabal, en Vallecas), dirige talleres de lectura y coordina actividades de carácter cultural en la librería Enclave y Muga. También participa semanalmente en el programa 'Lou Reed ha muerto', de Radio Castelldefels '. 

## Obra
Como poeta, ha participado durante catorce años con la Red de Arte Joven de la Comunidad de Madrid. Ha recibido varias menciones especiales de la Comunidad de Madrid; obtuvo el segundo premio de poesía ‘Gertrudis de Avellaneda’, el Premio Discapnet al mejor cuento sobre discapacidad, y fue finalista en el III Concurso Internacional de Poesía de Segovia. En 2011 quedó finalista en los Premios de Narrativa Odisea.
En 2005 publicó su primer poemario, ‘De este ungido modo’ (Devenir), prologado por José Jiménez Lozano, Premio Cervantes en 2002.
En 2007 apareció ‘Entrevistos. Conversaciones con 46 personajes con la discapacidad de fondo’ (Ediciones Cinca), en el que se reúne buena parte de su producción periodística, con entrevistados como Quino, Fernando Márquez ‘El Zurdo’, Jaime Urrutia, Raphael, Pasión Vega, Martirio, José María Pou, Jodorowski, Clara Janés, Antonio Colinas o Isabel Coixet. Ese mismo año fue incluida en la antología ‘Los jueves poéticos II’ (Hiperión).
Un año más tarde, en 2008, se publica su primera novela, ‘Los silencios de Babel’ (Odisea), con un reedición en bolsillo en 2011.
En marzo de 2009 se encarga de la edición de ‘El eterno femenino’ (Ediciones ElCobre), un libro que recoge la novela ‘Mary Ann’ y otros textos (algunos de ellos inéditos) de Fernando Márquez El Zurdo.
En 2010 ve la luz su segunda novela, ‘El peso de una sombra’ (Odisea Editorial). A finales de ese mismo año realiza ‘Los estudiantes cuentan’ (Universidad Nacional de Educación a Distancia), un libro que recoge once testimonios de estudiantes con discapacidad y, ya en diciembre, se presenta en el Ateneo de Madrid ‘Trovadores de silencios’ (Calambur), un libro disco que Peñas coordinó durante dos años junto con el también poeta Ilia Galán.
En 2011 publica su segundo libro de poemas, ‘Penumbra’ (Devenir), seis años después del primero, prologado por el poeta Javier Lostalé. En diciembre se edita ‘Sesión continua’, finalista del XIII Premio Odisea.
En 2012 publica la novela corta 'Una visita inesperada', dentro de una antología ('Mi amor de verano, Odisea editorial) y un ensayo sobre la discapacidad en España, 'Hoy empieza todo. Breve acercamiento histórico al Cermi como motor de cambio social (1997-2012)'. Ese mismo año sale la plaquette 'Hazversidades poéticas' (Cuadernos del laberinto) y algunos poemas suyos conforman la antología 'Crisol de Hazversidades', en una edición del también poeta Jaime Alejandre.
En 2013 publica 'La música de la conversación' (Cuadernos de Laberinto), su tercer libro de entrevistas, una invitación al diálogo y la reflexión, una recopilación de entrevistas impregnadas de humor, ingenio y luminosidad. Escritores, académicos, catedráticos y expertos, participan en la disección de algunos temas eternos como son, la vida, la muerte, Dios, el tiempo, la palabra, arquetipos y otros muchos más livianos pero no menos importantes.
En 2017 se publica 'Entrevistos II III' (Cinca Editorial). También en 2017 es incluida en la antología de escritores madrileños 'Luvina', junto a otros escritores como Andrés Barba, José María Guelbenzu o José María Merino.
Un año después, en 2018, publica el poemario 'El paso que se habita', de Chamán Ediciones,  con una segunda reimpresión al año siguiente, coincidiendo con la publicación de su novela 'La vida, contigo' (Adeshoras) , ilustrado por Luis Ortega Chamarro, LOCH.   
En 2021 publica 'De la estirpe de las amazonas' , en la editorial Wunderkammer, con una segunda edición.
En 2023 publica 'Historia de la lluvia' , con una segunda edición.
Su última publicación es 'Extravíos',  Kaótica editorial, también con una segunda edición.
Es coautora de las plaquettes 'EROSiones II', 'La cantidad hechizada' y 'Glosolalias de la ballenas', junto al poeta Javier Gálvez, con quien tradujo parte de la obra poética de Ana Duarte.  
Esther Peñas ha publicado en distintas revistas literarias, como 'Turias', Piedra del Molino’, ‘Ítaca’, ‘En brazos de la fiebre’, 'Áura', 'Álora' u Oxi Nobstante.